# Avant House (Massachusetts)
Das Avant House (auch Wampanoag Indian Museum bzw. Timothy Pocknet Homestead) ist ein ehemaliges Wohnhaus und heutiges Museum in Mashpee im Bundesstaat Massachusetts der Vereinigten Staaten. Es wurde am 3. Dezember 1998 als Baudenkmal in das National Register of Historic Places eingetragen.

## Architektur
Das Avant House weist trotz einiger baulicher Veränderungen noch heute im Wesentlichen seine ursprüngliche Form als sog. „Half Cape“-Haus auf. Es ist eineinhalb Stockwerke hoch, misst im Grundriss 28 ft (8,5 m) mal 22 ft (6,7 m) und ist drei Joche breit bzw. zwei Joche tief. An der Vorderseite befindet sich der Eingang im rechten Gebäudeteil, links davon sind zwei Fenster installiert. Die Rückseite des Hauses ist spiegelbildlich zur Vorderseite angeordnet. An der Ostseite des Hauptgebäudes wurde ein einstöckiger Anbau mit einer Grundfläche von 16 ft (4,9 m) mal 14 ft (4,3 m) errichtet, wobei die fensterlose Rückseite mit dem Hauptgebäude eine fortlaufende Wand bildet, die Vorderseiten beider Gebäudeteile jedoch versetzt angeordnet sind. Die Außenwände sind – ebenso wie das Giebeldach – mit verwitterten Holzschindeln aus Zedernholz verkleidet.
Im Inneren verfügt das Hauptgebäude auf der rechten Seite über eine kleine Eingangshalle sowie über einen formellen Salon im nordöstlichen Teil des Erdgeschosses. Dort befindet sich ein Kamin mit Details im Stil des Greek Revival, dessen Verkleidung noch im Original erhalten ist. Hinter dem Salon führt eine Treppe in den ersten Stock. Im Anbau ist nur ein einziger Raum untergebracht, der sich unmittelbar an die Eingangshalle anschließt. Das Gebäude wurde Anfang der 1970er Jahre renoviert und für die Nutzung als Mashpee Wampanoag Indian Museum vorbereitet. In jedem Raum des Hauses befinden sich Ausstellungsstücke und Exponate aus der Geschichte der in der Region ansässigen Wampanoag-Indianer, darunter Werkzeuge, Jagd- und Angelutensilien sowie Waffen und Alltagsgegenstände.

## Geschichte
Das ca. 1830 errichtete Haus ist eines der ältesten noch erhaltenen Wohngebäude in Mashpee. 1762 besuchte der damalige Präsident der Yale University Ezra Stiles den Ort und notierte, dass dort 75 Familien in 60 Wigwams und 6 Häusern lebten. Die geringe Zahl an festen Gebäuden beruhte dabei auf dem Umstand, dass es den in Mashpee lebenden Indianern unter der Herrschaft von Plymouth und der Massachusetts Bay Colony bis 1725 nicht erlaubt war, Personen mit dem Hausbau zu beauftragen. Erst mit der Einrichtung einer eingeschränkten Selbstverwaltung im Jahr 1834 stieg die Zahl der festen Behausungen signifikant an; unter anderem wurden ein Rathaus, ein Schulgebäude und das Hotel Attaquin zu dieser Zeit errichtet.
Der erste Eigentümer des Avant House war der von Nantucket stammende John Phinney, der das Grundstück mit einer Größe von rund 0,5 Acres (0,2 ha) mutmaßlich deshalb zugesprochen bekam, weil er darauf das Haus errichtet hatte – nach einem 1819 erlassenen Gesetz war es übliche Praxis, Grundstücke demjenigen zu übereignen, der sie in irgendeiner Form (bspw. durch den Bau eines Hauses oder durch sonstige Bewirtschaftung) aufwertete. Mitte des 19. Jahrhunderts verkaufte Phinney sein Eigentum an E. B. Howland, der es an seinen Sohn Ellis weitervererbte. Die Howlands bewohnten das Haus jedoch nicht selbst, sondern vermieteten es. 1863 wurde das Avant House an den Wampanoag-Indianer Timothy Pocknet verkauft.
Pocknet erwarb 60 Acres (24,3 ha) Land im westlichen Teil von Mashpee und besaß weitere Grundstücke entlang der Straße zu seinem Haus. Seine zweite Frau Leah verfügte ebenfalls über mehrere Grundstücke mit einer Gesamtgröße von über 20 Acres (8,1 ha), die sie aus ihrer ersten Ehe mit eingebracht bzw. geerbt hatte. Beruflich war Timothy Pocknet als pound keeper im Wesentlichen dafür zuständig, dass die Weidetiere nicht unkontrolliert herumliefen. Er war zudem im Jahr 1833 einer der Unterzeichner eines Briefes an den Gouverneur, in dem die Selbstverwaltung der Region um Mashpee gefordert wurde. Dies führte 1834 mit der Gründung des Mashpee-Distrikts zum gewünschten Erfolg.
Pocknet starb 1888, und nachdem auch seine Frau 1890 gestorben war, wurde das Avant House unter der Bezeichnung „Timothy Pocknet Homestead“ an Lysander B. Godfrey verkauft. 1918 erwarb es William Makepeace für 550 US-Dollar (heute ca. 9.900 Dollar). Am 19. Februar 1919 ging es auf Fletcher Clark über, der es bereits am 12. März desselben Jahres für einen Dollar „und andere wertvolle Entgelte“ an George E. Avant weiterverkaufte, nach dem es heute noch benannt ist.
George Avant übte den Beruf des Fleischbeschauers aus und besaß ebenfalls größere Ländereien. Nach seinem Tod ging das Haus auf seine Frau Mabel über, die als Stadtschreiberin arbeitete und sich mit der Stammesgeschichte der Wampanoag auseinandersetzte. Daher war sie eine bedeutende Autorität bei Stammesangelegenheiten und eine starke politische Fürsprecherin des Stammes. Außerdem war sie für die Indianer als „Medizinfrau“ tätig. Bis heute ist Mabel Avant für ihre Erzählungen von indianischen Legenden und über den Aberglauben des Stammes bekannt.
Reginald Avant verkaufte 1966 das immer noch als „Timothy Pocknet Homestead“ bezeichnete Haus an Carl A. Avant. Die fortschreitende Entwicklung der Region in den 1960er Jahren warf Befürchtungen auf, die Geschichte der Wampanoag aus dem Auge zu verlieren und führte zum Wunsch nach einem entsprechenden Museum. Die Stadt kaufte daher im Jahr 1970 das Avant House für 4400 US-Dollar (heute ca. 30.700 Dollar) und renovierte es umfassend. Noch im selben Jahr konnte das Museum eröffnet werden. 1998 wurde das Eigentum am Haus auf den Stammesrat der Wampanoag übertragen.